# 羊角塘镇 (安化县)
羊角塘镇，是中华人民共和国湖南省益阳市安化县下辖的一个乡镇级行政单位。

## 行政区划
羊角塘镇下辖以下地区：
羊角社区、金鸡社区、塘九村、人民村、金丰村、金龙村、董木村、柏杨村、潘溪村、白沙溪村、石牛村、汾水村、裕丰村、大岩村、花甲村、银溪村、晓坪村、湛溪村、王家坪村、云灵村、云盘村、常安村、睦鲤村、联兴村、野鸭塘村、仙洞岭村、富泉村、新良村和竹田村。